# Fabio Celestini
Fabio Celestini (Losanna, 31 ottobre 1975) è un allenatore di calcio ed ex calciatore svizzero, di ruolo centrocampista, tecnico del CSKA Mosca.

## Biografia
È nato a Losanna da genitori italiani di Città di Castello (PG).

## Carriera

### Giocatore

#### Club
Centrocampista dotato di buona tecnica, cresce calcisticamente nel Losanna, nella cui prima squadra milita per cinque anni, dal 1995 al 2000.
Trasferitosi al Troyes, sotto la guida del tecnico Alain Perrin gioca 50 partite in due anni in Ligue 1, con 2 gol all'attivo. Nel 2002 segue Perrin all'Olympique Marsiglia, dove rimane due anni in cui indossa anche la fascia di capitano e disputa la finale della Coppa UEFA 2003-2004, persa contro il Valencia.
Alla fine della stagione 2003-2004, complice anche l'esonero di Perrin, silurato dal club provenzale nel gennaio 2004, e lo scarso minutaggio concessogli dal nuovo tecnico José Anigo, Celestini si accasa al Levante, squadra neopromossa nella Liga spagnola. L'anno dopo è al Getafe, di cui veste la maglia per un quinquennio. Nel 2010 torna al Losanna, dove chiude la carriera. Lascia l'attività agonistica il 15 dicembre 2010; la sua ultima partita è Losanna-Palermo (0-1) dell'Europa League 2010-2011.

#### Nazionale
In possesso di doppio passaporto, italiano e svizzero, a sedici anni opta per la nazionalità svizzera. Esordisce con la nazionale maggiore svizzera il 10 ottobre 1998, a Udine, in Italia-Svizzera 2-0, gara delle qualificazioni a Euro 2000 di cui gioca gli ultimi 18 minuti.
Titolare del centrocampo svizzero nelle qualificazioni a Euro 2004, nell'ottobre 2002 segna un gol decisivo per la prima storica vittoria elvetica in casa dell'Irlanda (1-2). Convocato per la fase finale dell'europeo, che si svolge in Portogallo, scende in campo in varie occasioni, ma alla fine della manifestazione si ritira dalla nazionale.
Torna in nazionale nel 2007 con lo scopo di partecipare al campionato d'Europa 2008, in programma in Svizzera e Austria, ma non sarà convocato per la rassegna.
In nazionale conta 35 presenze e 2 reti.

### Allenatore
Dopo aver ricoperto il ruolo di vice di Bernd Schuster al Malaga nella Liga 2013-2014, l'8 luglio 2014 diventa allenatore del Terracina, squadra laziale militante nel campionato italiano di Serie D. Dopo una prima parte soddisfacente, con 11 punti ottenuti in 9 partite (2 vittorie, 5 pareggi e 2 sconfitte), il 5 novembre 2014 è esonerato a seguito di risultati negativi e sostituito da Raffaele Sergio. Il 22 dicembre 2014 è richiamato alla guida del Terracina, in sostituzione dell'esonerato Raffaele Sergio.
Il 24 marzo 2015 è nominato allenatore del Losanna, squadra di Challenge League, la seconda divisione svizzera, dove prende il posto di Marco Simone. Il 5 maggio 2016 conduce la squadra alla promozione in massima serie. È esonerato il 20 aprile 2018 dopo la sconfitta casalinga contro il Lucerna, la settima in undici partite giocate nel 2018.
Il 3 ottobre 2018 è ufficializzata la sua nomina a tecnico del Lugano. Chiude il campionato 2018-2019 al terzo posto, centrando la qualificazione ai gironi di UEFA Europa League. Il 28 ottobre 2019, dopo un negativo avvio di stagione (2 vittorie e 4 pareggi nelle prime 12 giornate di campionato), Celestini viene esonerato e sostituito da Maurizio Jacobacci.
Il 2 gennaio 2020 diventa ufficialmente il nuovo allenatore del Lucerna, ma il 22 novembre 2021 viene sollevato dall'incarico.
Esattamente un anno dopo, in seguito all'esonero di Paolo Tramezzani, diviene il nuovo allenatore del Sion. Non riesce a far riprendere la squadra ed ad aprile è sostituito dallo stesso Tramezzani.
L'anno successivo, il 30 ottobre 2023, sostituisce Vogel sulla panchina del Basilea, con la squadra all'ultimo posto.

## Statistiche

### Cronologia presenze e reti in nazionale
| Cronologia completa delle presenze e delle reti in nazionale ― Svizzera | Cronologia completa delle presenze e delle reti in nazionale ― Svizzera | Cronologia completa delle presenze e delle reti in nazionale ― Svizzera | Cronologia completa delle presenze e delle reti in nazionale ― Svizzera | Cronologia completa delle presenze e delle reti in nazionale ― Svizzera | Cronologia completa delle presenze e delle reti in nazionale ― Svizzera | Cronologia completa delle presenze e delle reti in nazionale ― Svizzera | Cronologia completa delle presenze e delle reti in nazionale ― Svizzera |
| Data                                                                    | Città                                                                   | In casa                                                                 | Risultato                                                               | Ospiti                                                                  | Competizione                                                            | Reti                                                                    | Note                                                                    |
| ----------------------------------------------------------------------- | ----------------------------------------------------------------------- | ----------------------------------------------------------------------- | ----------------------------------------------------------------------- | ----------------------------------------------------------------------- | ----------------------------------------------------------------------- | ----------------------------------------------------------------------- | ----------------------------------------------------------------------- |
| 6-6-1998                                                                | Basilea                                                                 | Svizzera                                                                | 1 – 1                                                                   | Jugoslavia                                                              | Amichevole                                                              | -                                                                       | 87’                                                                     |
| 2-9-1998                                                                | Niš                                                                     | Jugoslavia                                                              | 1 – 1                                                                   | Svizzera                                                                | Amichevole                                                              | -                                                                       | 46’                                                                     |
| 10-10-1998                                                              | Udine                                                                   | Italia                                                                  | 2 – 0                                                                   | Svizzera                                                                | Qual. Euro 2000                                                         | -                                                                       | 86’                                                                     |
| 14-10-1998                                                              | Zurigo                                                                  | Svizzera                                                                | 1 – 1                                                                   | Danimarca                                                               | Qual. Euro 2000                                                         | -                                                                       |                                                                         |
| 9-6-1999                                                                | Losanna                                                                 | Svizzera                                                                | 0 – 0                                                                   | Italia                                                                  | Qual. Euro 2000                                                         | -                                                                       | 55’                                                                     |
| 18-8-1999                                                               | Drnovice                                                                | Rep. Ceca                                                               | 3 – 0                                                                   | Svizzera                                                                | Amichevole                                                              | -                                                                       |                                                                         |
| 7-10-2000                                                               | Zurigo                                                                  | Svizzera                                                                | 5 – 1                                                                   | Fær Øer                                                                 | Qual. Mondiali 2002                                                     | -                                                                       | 66’                                                                     |
| 15-11-2000                                                              | Tunisia                                                                 | Tunisia                                                                 | 1 – 1                                                                   | Svizzera                                                                | Amichevole                                                              | -                                                                       |                                                                         |
| 28-2-2001                                                               | Larnaca                                                                 | Polonia                                                                 | 4 – 0                                                                   | Svizzera                                                                | Amichevole                                                              | -                                                                       |                                                                         |
| 12-2-2002                                                               | Nicosia                                                                 | Cipro                                                                   | 1 – 1 dts (4 – 2 dtr)                                                   | Svizzera                                                                | Amichevole                                                              | -                                                                       | 46’                                                                     |
| 13-2-2002                                                               | Limassol                                                                | Ungheria                                                                | 1 – 2                                                                   | Svizzera                                                                | Amichevole                                                              | -                                                                       | 57’                                                                     |
| 27-3-2002                                                               | Stoccolma                                                               | Svezia                                                                  | 1 – 1                                                                   | Svizzera                                                                | Amichevole                                                              | -                                                                       |                                                                         |
| 21-8-2002                                                               | Basilea                                                                 | Svizzera                                                                | 3 – 2                                                                   | Austria                                                                 | Amichevole                                                              | -                                                                       | 66’                                                                     |
| 8-9-2002                                                                | Basilea                                                                 | Svizzera                                                                | 4 – 1                                                                   | Georgia                                                                 | Qual. Euro 2004                                                         | -                                                                       | 68’                                                                     |
| 12-10-2002                                                              | Tirana                                                                  | Albania                                                                 | 1 – 1                                                                   | Svizzera                                                                | Qual. Euro 2004                                                         | -                                                                       | 63’                                                                     |
| 16-10-2002                                                              | Dublino                                                                 | Irlanda                                                                 | 1 – 2                                                                   | Svizzera                                                                | Qual. Euro 2004                                                         | 1                                                                       | 85’                                                                     |
| 12-2-2003                                                               | Nova Gorica                                                             | Slovenia                                                                | 1 – 5                                                                   | Svizzera                                                                | Amichevole                                                              | -                                                                       | 46’                                                                     |
| 2-4-2003                                                                | Tbilisi                                                                 | Georgia                                                                 | 0 – 0                                                                   | Svizzera                                                                | Qual. Euro 2004                                                         | -                                                                       | 60’                                                                     |
| 30-4-2003                                                               | Ginevra                                                                 | Svizzera                                                                | 1 – 2                                                                   | Italia                                                                  | Amichevole                                                              | -                                                                       |                                                                         |
| 7-6-2003                                                                | Basilea                                                                 | Svizzera                                                                | 2 – 2                                                                   | Russia                                                                  | Qual. Euro 2004                                                         | -                                                                       |                                                                         |
| 11-6-2003                                                               | Ginevra                                                                 | Svizzera                                                                | 3 – 2                                                                   | Albania                                                                 | Qual. Euro 2004                                                         | -                                                                       | 83’                                                                     |
| 20-8-2003                                                               | Ginevra                                                                 | Svizzera                                                                | 0 – 2                                                                   | Francia                                                                 | Amichevole                                                              | -                                                                       | 77’                                                                     |
| 10-9-2003                                                               | Mosca                                                                   | Russia                                                                  | 4 – 1                                                                   | Svizzera                                                                | Qual. Euro 2004                                                         | -                                                                       |                                                                         |
| 11-10-2003                                                              | Basilea                                                                 | Svizzera                                                                | 2 – 0                                                                   | Irlanda                                                                 | Qual. Euro 2004                                                         | -                                                                       | 56’                                                                     |
| 18-2-2004                                                               | Rabat                                                                   | Marocco                                                                 | 2 – 1                                                                   | Svizzera                                                                | Amichevole                                                              | -                                                                       | 46’ 53’                                                                 |
| 31-3-2004                                                               | Candia                                                                  | Grecia                                                                  | 1 – 0                                                                   | Svizzera                                                                | Amichevole                                                              | -                                                                       |                                                                         |
| 28-4-2004                                                               | Ginevra                                                                 | Svizzera                                                                | 2 – 1                                                                   | Slovenia                                                                | Amichevole                                                              | 1                                                                       | 65’                                                                     |
| 2-6-2004                                                                | Basilea                                                                 | Svizzera                                                                | 0 – 2                                                                   | Germania                                                                | Amichevole                                                              | -                                                                       | 81’                                                                     |
| 6-6-2004                                                                | Basilea                                                                 | Svizzera                                                                | 1 – 0                                                                   | Liechtenstein                                                           | Amichevole                                                              | -                                                                       | 70’ 74’                                                                 |
| 13-6-2004                                                               | Leiria                                                                  | Svizzera                                                                | 0 – 0                                                                   | Croazia                                                                 | Euro 2004 - 1º turno                                                    | -                                                                       | 54’                                                                     |
| 17-6-2004                                                               | Coimbra                                                                 | Inghilterra                                                             | 3 – 0                                                                   | Svizzera                                                                | Euro 2004 - 1º turno                                                    | -                                                                       | 23’ 53’                                                                 |
| 7-9-2007                                                                | Vienna                                                                  | Svizzera                                                                | 2 – 1                                                                   | Cile                                                                    | Amichevole                                                              | -                                                                       |                                                                         |
| 11-9-2007                                                               | Klagenfurt                                                              | Svizzera                                                                | 3 – 4                                                                   | Giappone                                                                | Amichevole                                                              | -                                                                       | 68’                                                                     |
| 13-10-2007                                                              | Zurigo                                                                  | Svizzera                                                                | 3 – 1                                                                   | Austria                                                                 | Amichevole                                                              | -                                                                       | 82’                                                                     |
| 17-10-2007                                                              | Basilea                                                                 | Svizzera                                                                | 0 – 1                                                                   | Stati Uniti                                                             | Amichevole                                                              | -                                                                       | 46’                                                                     |
| Totale                                                                  |                                                                         | Presenze                                                                | 35                                                                      |                                                                         | Reti                                                                    | 2                                                                       |                                                                         |

### Statistiche da allenatore
Statistiche aggiornate al 15 maggio 2025. In grassetto le competizioni vinte.
| Stagione        | Squadra         | Campionato      | Campionato | Campionato | Campionato | Campionato | Coppe nazionali | Coppe nazionali | Coppe nazionali | Coppe nazionali | Coppe nazionali | Coppe continentali | Coppe continentali | Coppe continentali | Coppe continentali | Coppe continentali | Altre coppe | Altre coppe | Altre coppe | Altre coppe | Altre coppe | Totale | Totale | Totale | Totale | % Vittorie | Piazzamento        |
| Stagione        | Squadra         | Comp            | G          | V          | N          | P          | Comp            | G               | V               | N               | P               | Comp               | G                  | V                  | N                  | P                  | Comp        | G           | V           | N           | P           | G      | V      | N      | P      | %          | Piazzamento        |
| --------------- | --------------- | --------------- | ---------- | ---------- | ---------- | ---------- | --------------- | --------------- | --------------- | --------------- | --------------- | ------------------ | ------------------ | ------------------ | ------------------ | ------------------ | ----------- | ----------- | ----------- | ----------- | ----------- | ------ | ------ | ------ | ------ | ---------- | ------------------ |
| 2014-gen. 2015  | Terracina       | D               | 12         | 3          | 5          | 4          | CI              | 1               | 0               | 0               | 1               | -                  | -                  | -                  | -                  | -                  | -           | -           | -           | -           | -           | 13     | 3      | 5      | 5      | 23,08      | Eson., Sub., Eson. |
| apr.-mag. 2015  | Losanna         | CL              | 12         | 4          | 3          | 5          | CS              | -               | -               | -               | -               | -                  | -                  | -                  | -                  | -                  | -           | -           | -           | -           | -           | 12     | 4      | 3      | 5      | 33,33      | Sub, 6º            |
| 2015-2016       | Losanna         | CL              | 34         | 19         | 8          | 7          | CS              | 2               | 1               | 0               | 1               | -                  | -                  | -                  | -                  | -                  | -           | -           | -           | -           | -           | 36     | 20     | 8      | 8      | 55,56      | 1º (prom.)         |
| 2016-2017       | Losanna         | SL              | 36         | 9          | 8          | 19         | CS              | 2               | 1               | 0               | 1               | -                  | -                  | -                  | -                  | -                  | -           | -           | -           | -           | -           | 38     | 10     | 8      | 20     | 26,32      | 9º                 |
| 2017-apr. 2018  | Losanna         | SL              | 30         | 8          | 7          | 15         | CS              | 3               | 2               | 0               | 1               | -                  | -                  | -                  | -                  | -                  | -           | -           | -           | -           | -           | 33     | 10     | 7      | 16     | 30,30      | Eson.              |
| Totale Losanna  | Totale Losanna  | Totale Losanna  | 112        | 40         | 26         | 46         |                 | 7               | 4               | 0               | 3               |                    | -                  | -                  | -                  | -                  |             | -           | -           | -           | -           | 119    | 44     | 26     | 49     | 36,97      |                    |
| ott. 2018-2019  | Lugano          | SL              | 27         | 8          | 12         | 7          | CS              | 2               | 1               | 0               | 1               | -                  | -                  | -                  | -                  | -                  | -           | -           | -           | -           | -           | 29     | 9      | 12     | 8      | 31,03      | Sub., 3º           |
| lug.-ott. 2019  | Lugano          | SL              | 12         | 2          | 4          | 6          | CS              | 2               | 1               | 0               | 1               | UEL                | 3                  | 0                  | 1                  | 2                  | -           | -           | -           | -           | -           | 17     | 3      | 5      | 9      | 17,65      | Eson.              |
| Totale Lugano   | Totale Lugano   | Totale Lugano   | 39         | 10         | 16         | 13         |                 | 4               | 2               | 0               | 2               |                    | 3                  | 0                  | 1                  | 2                  |             | -           | -           | -           | -           | 46     | 12     | 17     | 17     | 26,09      |                    |
| gen.-ago. 2020  | Lucerna         | SL              | 18         | 8          | 4          | 6          | CS              | 1               | 0               | 0               | 1               | UEL                | -                  | -                  | -                  | -                  | -           | -           | -           | -           | -           | 19     | 8      | 4      | 7      | 42,11      | Sub., 6º           |
| 2020-2021       | Lucerna         | SL              | 36         | 12         | 10         | 14         | CS              | 5               | 5               | 0               | 0               | -                  | -                  | -                  | -                  | -                  | -           | -           | -           | -           | -           | 41     | 17     | 10     | 14     | 41,46      | 5º                 |
| lug.-nov. 2021  | Lucerna         | SL              | 14         | 1          | 7          | 6          | CS              | 3               | 3               | 0               | 0               | UECL               | 2                  | 0                  | 0                  | 2                  | -           | -           | -           | -           | -           | 19     | 4      | 7      | 8      | 21,05      | Eson.              |
| Totale Lucerna  | Totale Lucerna  | Totale Lucerna  | 68         | 21         | 21         | 26         |                 | 9               | 8               | 0               | 1               |                    | 2                  | 0                  | 0                  | 2                  |             | -           | -           | -           | -           | 79     | 29     | 21     | 29     | 36,71      |                    |
| gen.-feb. 2023  | Sion            | SL              | 6          | 0          | 2          | 4          | CS              | -               | -               | -               | -               | -                  | -                  | -                  | -                  | -                  | -           | -           | -           | -           | -           | 6      | 0      | 2      | 4      | &0,00      | Sub., Eson.        |
| nov. 2023-2024  | Basilea         | SL              | 27         | 12         | 8          | 7          | CS              | 2               | 1               | 1               | 0               | -                  | -                  | -                  | -                  | -                  | -           | -           | -           | -           | -           | 29     | 13     | 9      | 7      | 44,83      | Sub., 8º           |
| 2024-2025       | Basilea         | SL              | 38         | 22         | 7          | 9          | CS              | 6               | 5               | 1               | 0               | -                  | -                  | -                  | -                  | -                  | -           | -           | -           | -           | -           | 44     | 27     | 8      | 9      | 61,36      | 1º                 |
| Totale Basilea  | Totale Basilea  | Totale Basilea  | 65         | 34         | 15         | 16         |                 | 8               | 6               | 2               | 0               |                    | -                  | -                  | -                  | -                  |             | -           | -           | -           | -           | 73     | 40     | 17     | 16     | 54,79      |                    |
| 2025-2026       | CSKA Mosca      | PL              | 4          | 2          | 2          | 0          | KR              | 1               | 1               | 0               | 0               | -                  | -                  | -                  | -                  | -                  | SR          | 1           | 1           | 0           | 0           | 6      | 4      | 2      | 0      | 66,67      |                    |
| Totale Carriera | Totale Carriera | Totale Carriera | 306        | 110        | 87         | 109        |                 | 30              | 21              | 2               | 7               |                    | 5                  | 0                  | 1                  | 4                  |             | 1           | 1           | 0           | 0           | 342    | 132    | 90     | 120    | 38,60      |                    |

## Palmarès

### Giocatore

#### Competizioni nazionali
- Coppa Svizzera: 2

Losanna: 1997-1998, 1998-1999

#### Competizioni internazionali
- Coppa Intertoto UEFA: 1

Troyes: 2001

### Allenatore

#### Competizioni nazionali
- Challenge League: 1

Losanna: 2015-2016
- Coppa Svizzera: 2

Lucerna: 2020-2021
Basilea: 2024-2025
- Campionato svizzero: 1

Basilea: 2024-2025
- Supercoppa di Russia: 1

CSKA Mosca: 2025